# Агин, Александр Алексеевич
Алекса́ндр Алексе́евич А́гин (1817, Новоржевский уезд Псковской губернии — 1875, Качановка Борзнянского уезда, Черниговской губернии) — русский художник, рисовальщик-иллюстратор.

## Биография
Александр Агин был внебрачным сыном отставного ротмистра кавалергардского полка, участника Отечественной войны 1812 года Алексея Петровича Елагина и его крепостной, почему и получил усечённую фамилию.
С 1827 года учился в Псковской гимназии; в 1834—1839 годах — в Петербургской Академии художеств (с 1836 года — в классе К. П. Брюллова одновременно с Т. Г. Шевченко), по окончании которой получил звание учителя рисования в гимназиях, позже был пенсионером Общества поощрения художников. В. И. Григорович отмечал, что рисунки для «Священной истории», выполненные в 1844 году Агиным, «могут выдержать строгую критику во всех отношениях», а в 1845 году: «сочинение 82 библейских сюжетов обнаруживает самобытность и зрелость мощного таланта».
В 1853 году из-за осложнений с цензурой уехал в Киев, где преподавал рисование в кадетском корпусе и работал бутафором в театре Бергера.
Умер в имении В. Тарновского «Качановка» Черниговской губернии.

## Творчество
Известен как отличный рисовальщик, в основном иллюстрировал книги и различные издания, является основоположником российской жанровой иллюстрации. Создавал серии к произведениям Е. П. Гребёнки, И. И. Панаева, И. С. Тургенева, М. Ю. Лермонтова, А. С. Пушкина и других, сотрудничал с журналами.
В 1844—1845 иллюстрировал «Ветхий Завет», в 1849 — исполнил эскизы рельефов к памятнику Ивану Крылову работы П. К. Клодта в Летнем саду в Санкт-Петербурге.
Главная его работа — впервые созданные 104 иллюстрации к «Мёртвым душам» Н. В. Гоголя, гравированные на дереве его постоянным сотрудником Е. Е. Бернардским.

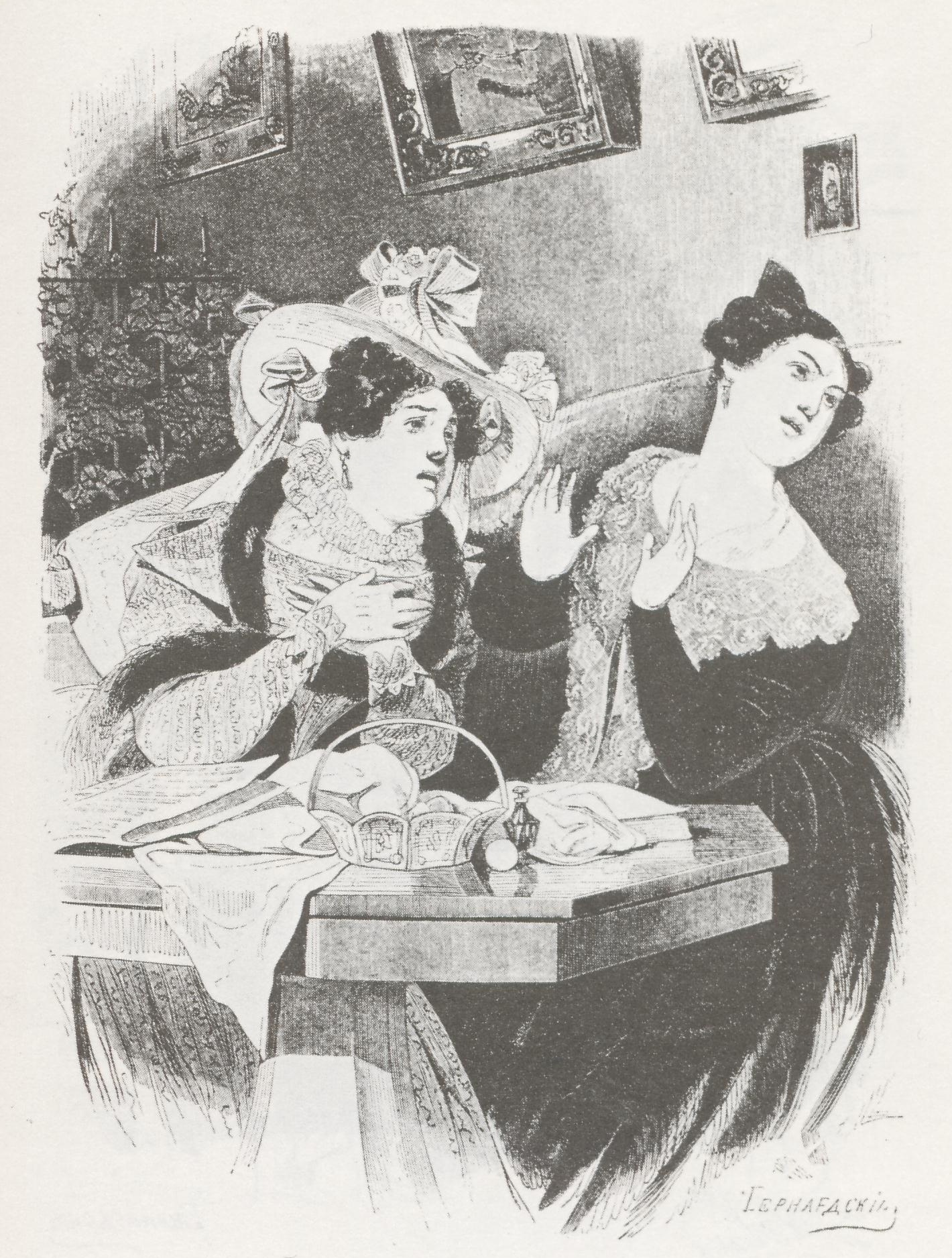
Дама просто приятная и дама, приятная во всех отношениях
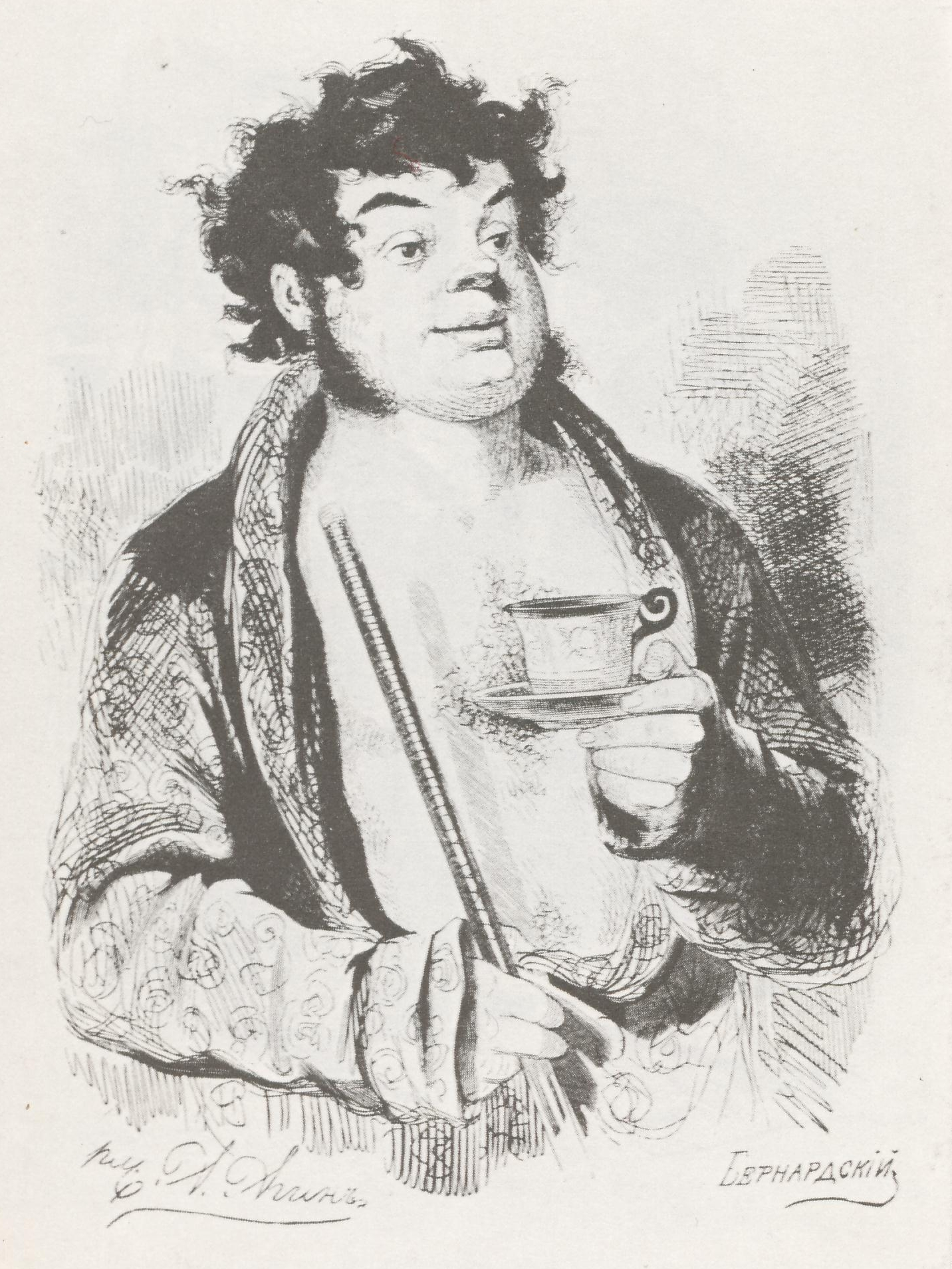
Ноздрёв
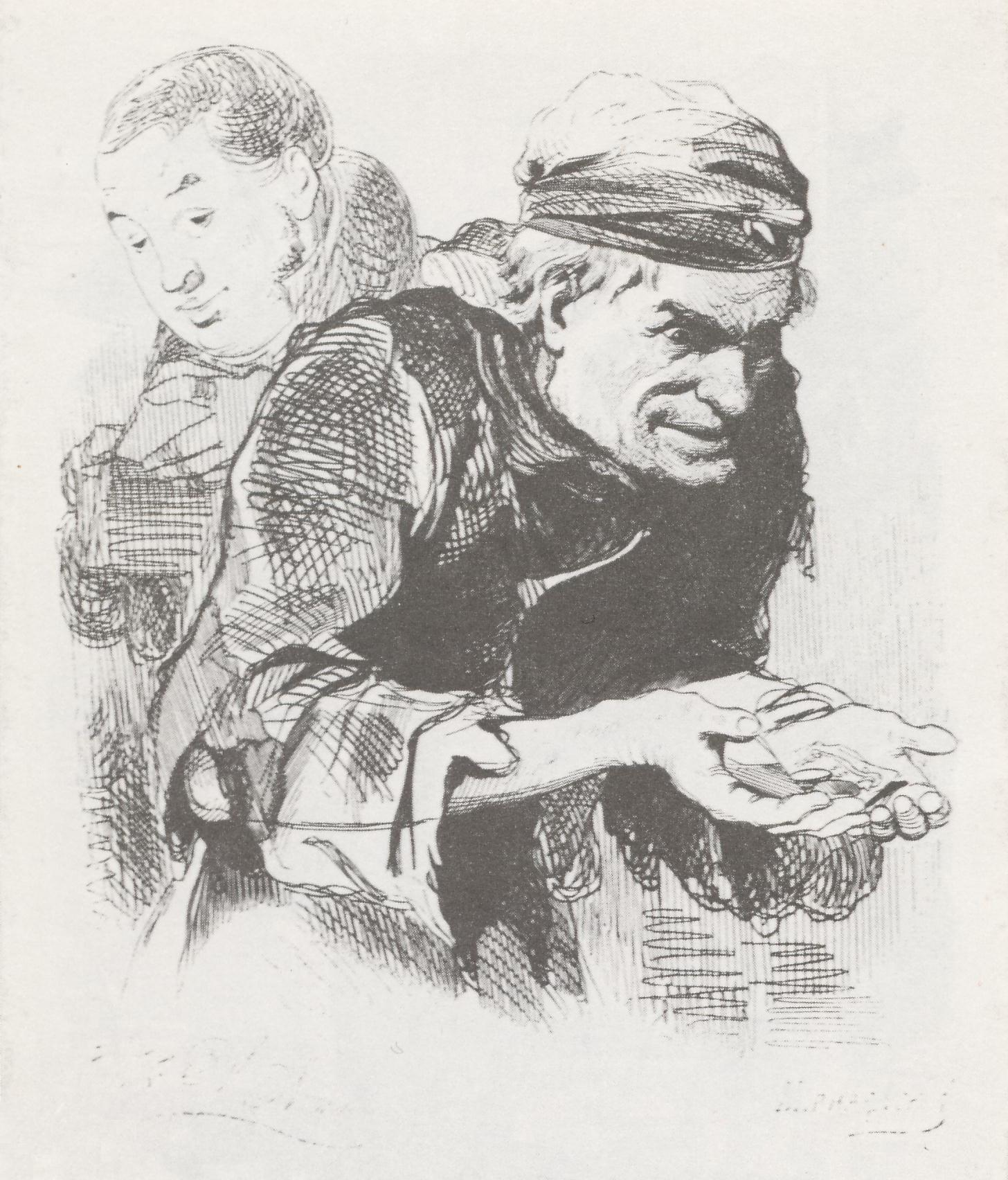
Плюшкин
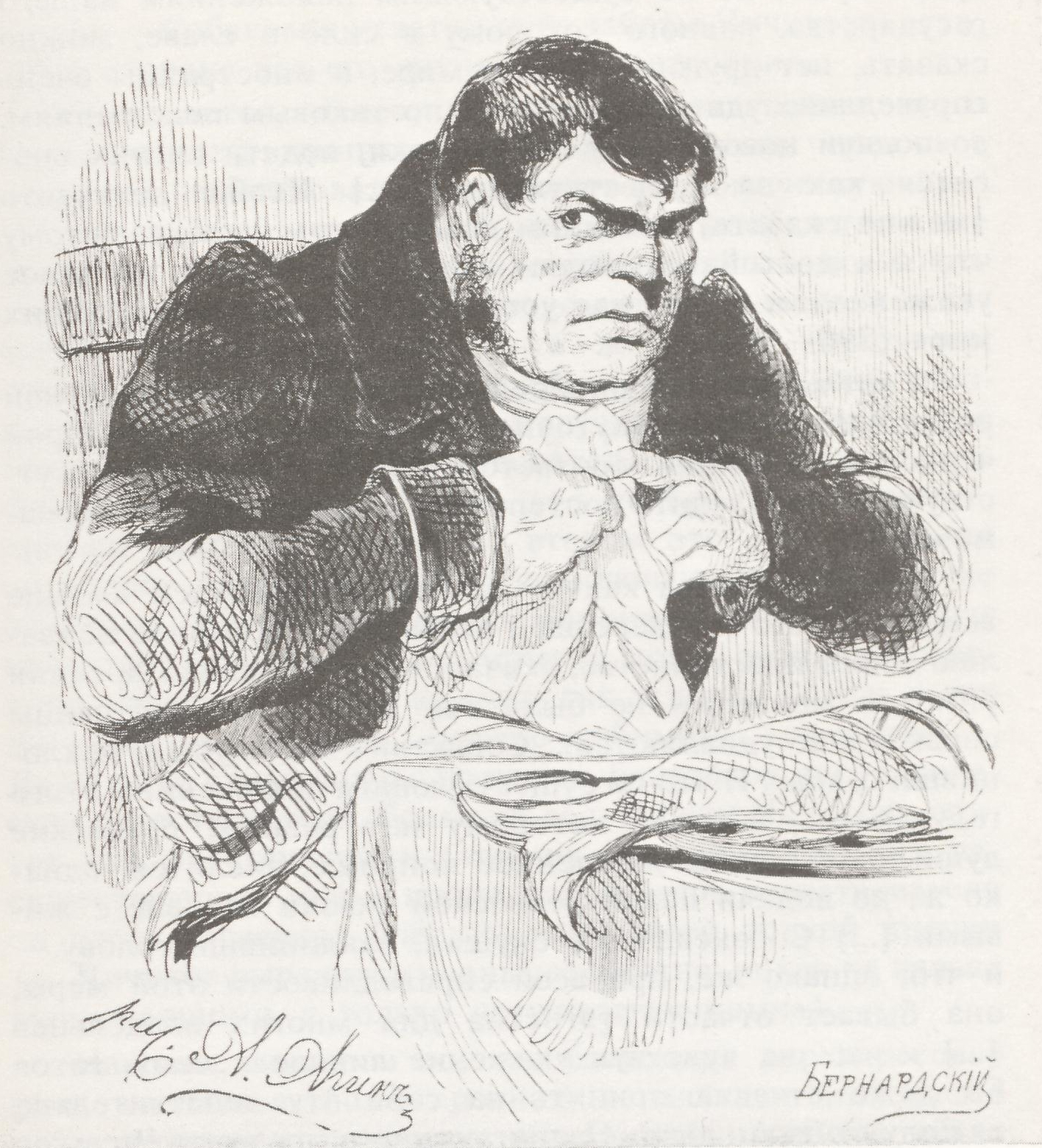
Собакевич

«Сто рисунков к поэме Н. В. Гоголя „Мёртвые души“» выходили в 1846–1847 годах тетрадями по четыре гравюры на дереве в каждой. Помимо Бернардского в гравировании иллюстраций принимали участие его ученики Ф. Бронников и П. Куренков. Всего вышло 18 выпусков — 72 гравюры из выполненных ста. Три гравюры к «Повести о капитане Копейкине» были помещены в «Иллюстрированном альманахе» (1848), две гравюры — в «Литературном сборнике» (1849), изданных Н. А. Некрасовым и И. И. Панаевым. Полностью вся серия (104 рисунка) была опубликована в 1892 году и фототипически повторена в 1893 году. Роман с включёнными в текст иллюстрациями Агина, гравированными Бернардским, вышел в 1934 году, затем в 1937 году; с иллюстрациями Агина книга выходила и после Второй мировой войны.